# Gardoty
Gardoty – wieś w Polsce położona w województwie podlaskim, w powiecie łomżyńskim, w gminie Przytuły. 
Wierni kościoła rzymskokatolickiego należą do parafii Nawiedzenia Najświętszej Maryi Panny w Romanach.

## Charakterystyka
Gardoty to wieś łańcuchowa. 5 czerwca 2010 roku w Gardotach były zameldowane 74 osoby. Miejscowość jest przypisana do rzymskokatolickiej parafii Nawiedzenia NMP w Romanach.
Wieś graniczy z miejscowościami: Mroczki, Doliwy, Obrytki, Grzymki, Wilamowo. Przez miejscowość przebiega droga powiatowa nr 1825B. Powierzchnia terenów należących do Gardot wynosi 3,06 km².
Mieszkańcy zajmują się rolnictwem, głównie uprawą roślin i hodowlą zwierząt.

## Historia

### Spory o terytoria północno-wschodnie
Tereny północno-wschodnie, współczesnej Polski już w VI-V w p.n.e. należały do plemion bałtyskich (głównie Prusowie, Jaćwingowie i Litwini). Stanowiły one w dużej mierze niezaludnioną puszczę. Pod koniec X wieku Jaćwingowie stali się odrębnym plemieniem, które zasięgiem obejmowało tereny na północ od Narwi. Pod koniec XIII wieku zakon krzyżacki całkowicie pozbawił Jaćwingów tych ziem. W latach 1283–1412 tereny były obiektem sporu między Królestwem Polskim a zakonem krzyżackim. W tym okresie ludność cywilna podlegająca zakonowi oraz koronie tworzyła niestałe osady trudniąc się zbiorem miodu, siana oraz pozostałych płodów puszczy. Świadectwem na to są nazwy fizjograficzne, które pozostały do dziś. W związku z tym, Gardoty miały powstać między potokami: Białystok, Obrytka, Słucz, Kamiennystok i Kubra (nazwa pojaćwieska).

### Powstanie wsi
Pierwsza wzmianka o Gardotach pojawiła się na początku XV wieku. Założycielem wsi był polski szlachcic Gardota. Gardoty powstały w wyniku nadania ziemi, przez księcia mazowieckiego Janusza I Starszego. Gardota otrzymał wówczas nadanie 10 włók [≈ 1,8 km²], w ziemi wiskiej na północno-wschodniej rubieży Księstwa Mazowieckiego. Wieś powstała na terenie niestałej osady. Stanowiła prywatny majątek szlachecki. Do 1548 roku wieś należała do powiatu wąsockiego, następnie do powiatu radziłowskiego w ziemi wiskiej województwa mazowieckiego.
Materiałem potwierdzającym nadanie jest skan ze 120 karty z Metryk Książęcych.
Interpretacja nadania z 1420 roku, według regestów:
Książę Janusz nadał Gardocie z Gadomca (pow. przasnyski) z Rodu Rolów, 10 włók (między Rciszewem nadanym Falisławowi a Mroczkami-Kamiennymstokiem nadanym Mikołajowi) w ziemi wiskiej z wyjątkiem barci. Powstała tu wieś Gardoty nazwana imieniem właściciela. Mieszkali w niej potomkowie Gardotowie, nazwani później Gardockimi. Jeszcze w XVII wieku można spotkać niezmienione nazwisko Gardota. Gardoccy herbu Rola już w XV wieku byli bardzo rozrodzeni. Jeszcze w XVII wieku, sami zasiedlali swoją wieś. Zajmowali się bartnictwem i rzemiosłem. W pierwszym i drugim pokoleniu wieś stanowiła jeden majątek, w trzecim wieś została podzielona na sześć majątków. Jednym z pierwszych potomków Gardoty był Marcin z Gardot, właściciel wsi Gardoty. Zajmował się on bartnictwem.
Z niewyjaśnionych przyczyn, herbem rodziny Gardockich został herb Jacyna.

### Zabory
W wyniku III rozbioru Polski wieś znalazła się pod zaborem pruskim (1795–1918).

### Okres międzywojenny i II wojna światowa
W latach 1921–1939 wieś leżała w województwie białostockim, w powiecie kolneńskim (od 1932 w powiecie łomżyńskim), w gminie Przytuły.
Według Powszechnego Spisu Ludności z 1921 roku zamieszkiwały tu 152 osoby w 28 budynkach mieszkalnych. Miejscowość należała do miejscowej parafii rzymskokatolickiej w m. Roamny. Podlegała pod Sąd Grodzki w Stawiskach i Okręgowy w Łomży; właściwy urząd pocztowy mieścił się w m. Jedwabne.
W latach 1975-1998 miejscowość administracyjnie należała do województwa łomżyńskiego.